# 国道20号
国道20号（こくどう20ごう）は、東京都中央区から神奈川県、山梨県を経由して、長野県塩尻市に至る一般国道である。

## 概要

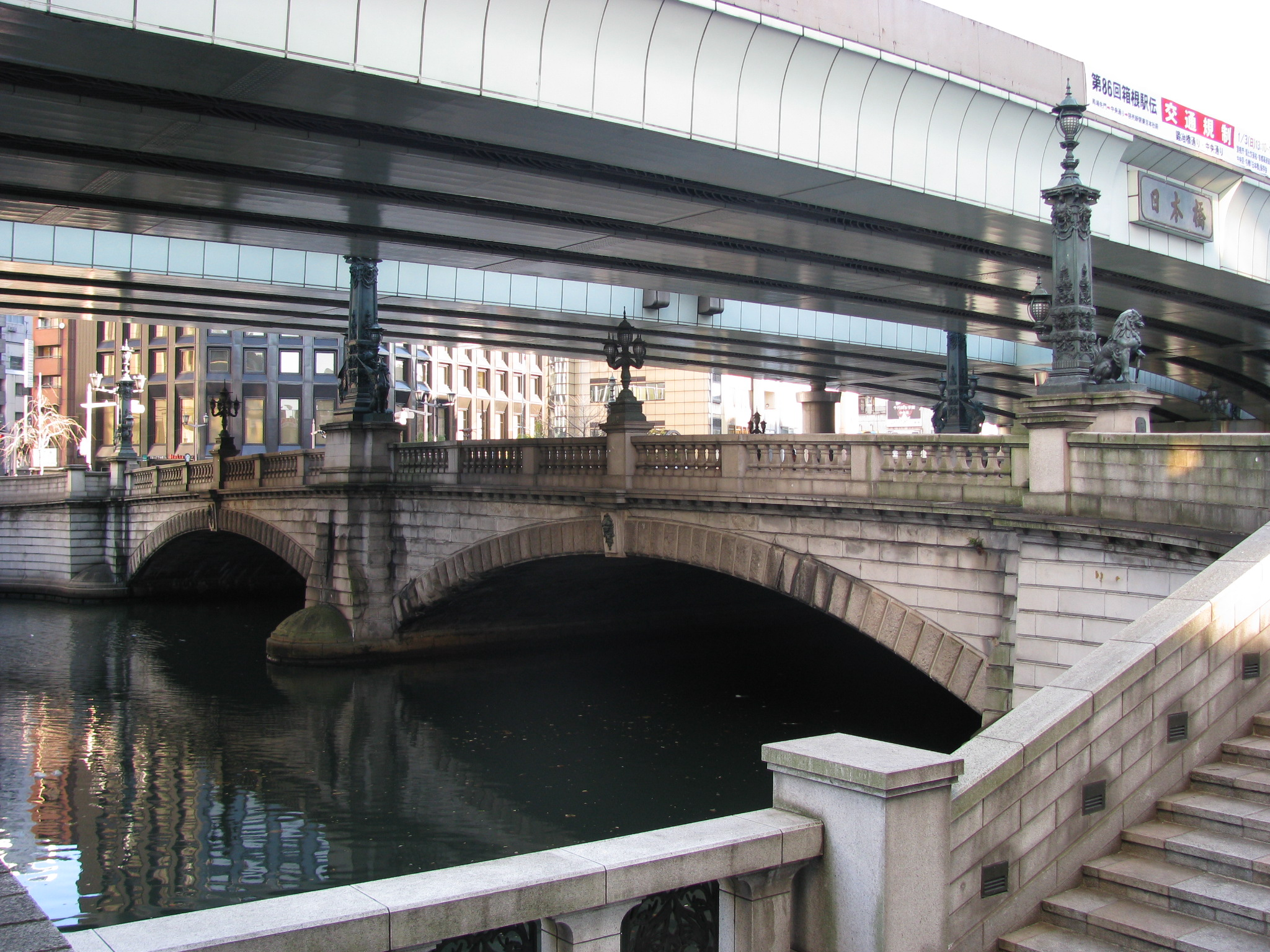
国道20号起点
東京都中央区日本橋

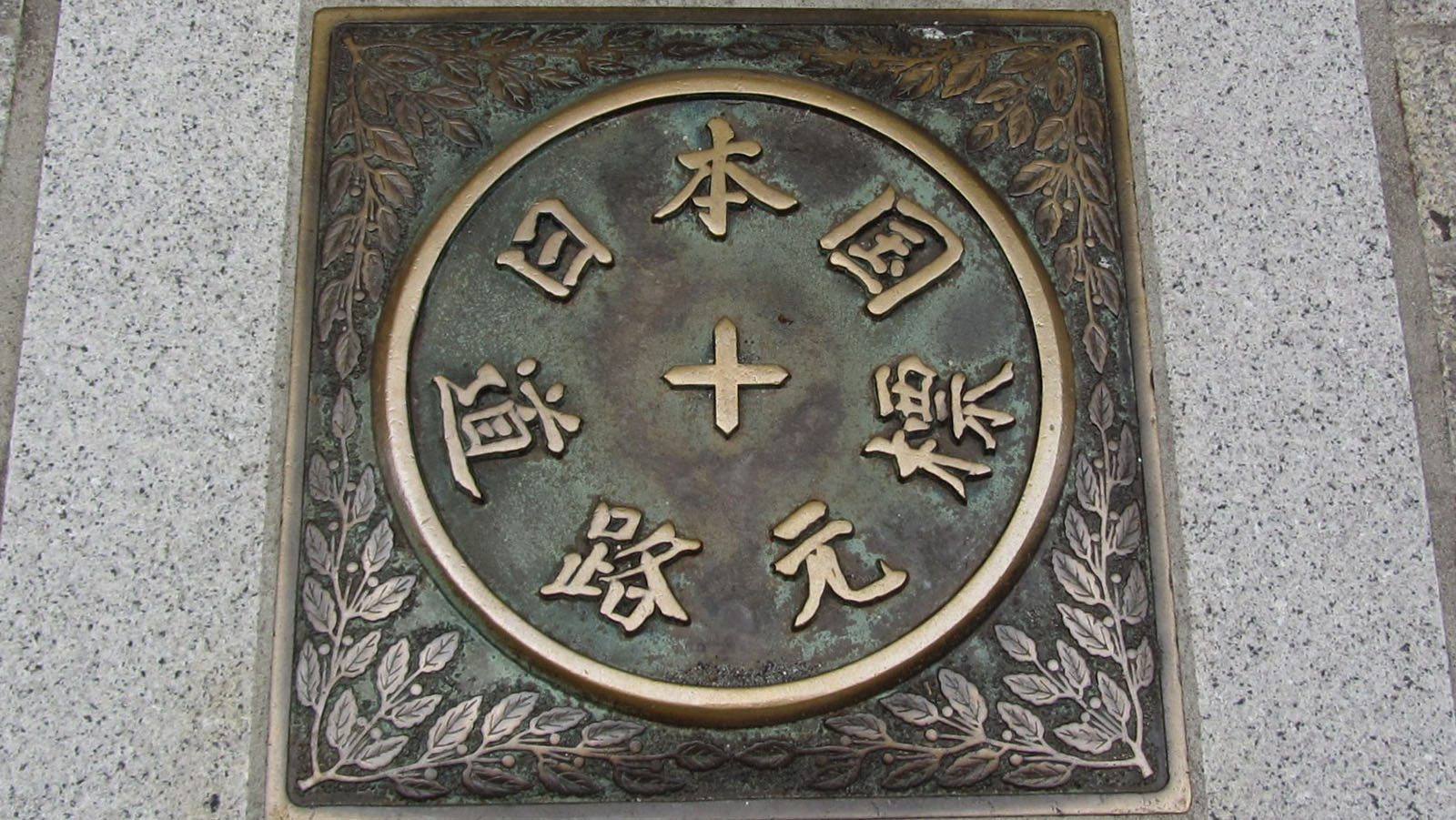
国道20号起点
日本橋中央の日本国道路元標

日本国道路元標があることでも知られる東京都中央区の日本橋を起点とし、1602年（慶長7年）、江戸幕府によって整備された五街道のうち、起点から長野県諏訪郡下諏訪町の諏訪大社下社秋宮付近までが甲州街道と、それ以降終点までが中山道とほぼ同じルートをたどっている。ほぼ全線を中央自動車道や長野自動車道の一部（長野県岡谷市 - 塩尻市）と並走する。
実延長区間は、国道1号交点である皇居前の桜田門交差点より分岐して始まるが、法律上の起点は、東京・日本橋にある。
現在、東京都日野市川辺堀之内（坂下交差点）から八王子市北野町（北野町交差点）を結ぶ日野バイパス延伸部および北野町交差点と、首都圏中央連絡自動車道（圏央道）高尾山ICを結ぶ八王子南バイパスも建設が進められている。
東京、山梨両都県においては、都県内の通過距離が最も長い国道である。

### 路線データ
一般国道の路線を指定する政令 に基づく起終点および重要な経過地は次のとおり。
- 起点：東京都中央区（日本橋 = 国道1号・国道4号・国道6号・国道14号・国道15号・国道17号起点）
- 終点：塩尻市（高出交差点 = 国道19号交点、国道153号終点）
- 重要な経過地：東京都千代田区（霞が関一丁目）、同都新宿区、同都渋谷区、同都杉並区、同都世田谷区、調布市、府中市、国立市、立川市[注釈 2]、日野市、八王子市、神奈川県津久井郡相模湖町[注釈 3]、同郡藤野町[注釈 4]、大月市、山梨県東八代郡御坂町[注釈 5]、同郡石和町[注釈 5]、甲府市、韮崎市、茅野市、諏訪市、長野県諏訪郡下諏訪町、岡谷市
- 総延長 : 231.9 km（東京都 59.8 km、相模原市 14.0 km、山梨県 103.3 km、長野県 54.8 km）重用延長を含む。[3][注釈 6]
- 重用延長 : 3.5 km（東京都 3.5 km、相模原市 - km、山梨県 - km、長野県 - km）[3][注釈 6]
- 実延長 : 228.5 km（東京都 56.3 km、相模原市 14.0 km、山梨県 103.3 km、長野県 54.8 km）[3][注釈 6]
  - 現道 : 216.8 km（東京都 53.8 km、相模原市 14.0 km、山梨県 100.3 km、長野県 48.6 km）[3][注釈 6]
  - 旧道 : なし[3][注釈 6]
  - 新道 : 11.7 km（東京都 2.6 km、相模原市 - km、山梨県 3.0 km、長野県 6.1 km）[3][注釈 6]
- 指定区間：東京都中央区日本橋 - 塩尻市大門泉町1200番6（全線）[4]

## 歴史
国道20号は、江戸時代の甲州街道を継承する路線である。

### 年表
- 1885年（明治18年）の内務省告示第6号「國道表」では、東京 - 甲府間が国道16号「東京より山梨県に達する路線」に、下諏訪 - 塩尻間が中山道を継承する国道7号「東京より神戸港に達する別路線」の一部となった。
- 1920年（大正9年）施行の旧道路法に基づく路線認定では、旧16号が国道8号「東京市より山梨県庁所在地に達する路線」に、旧7号が国道14号「東京市より京都府庁所在地に達する路線」になった。この際甲府 - 下諏訪間は、府県道甲府下諏訪線・下諏訪甲府線として認定されている。
- 1929年（昭和4年） - 8号の経由地に南都留郡河口村（現 富士河口湖町）が加えられ、大月 - 甲府間は笹子峠を越えるルートが国道から外され、御坂峠を越える現在の国道139号・国道137号のルートに変更された。
- 1934年（昭和9年） - 国道8号が延長されて「東京市より京都府庁所在地に達する路線（甲）」となり、下諏訪より国道14号と重複するルートとなった。これで東京 - 塩尻間が国道で結ばれることになったが、大月 - 甲府間は河口村経由のままである。
- 1952年（昭和27年）12月4日 - 新道路法に基づく路線指定で一級国道20号（東京都中央区 - 長野県東筑摩郡塩尻町（現・塩尻市））として指定され、大月 - 甲府間は再び笹子峠越えに戻されて、今日のルートとなった。
- 1965年（昭和40年）4月1日、道路法改正によって一級・二級の別がなくなり一般国道20号となった。
- 1970年（昭和45年）4月12日 - 甲府市内で行われていた信玄公祭りの規模が拡大。1975年（昭和50年）まで市内の国道区間を封鎖して「武田軍団出陣絵巻」行われるようになった[5]。

### 沿革
- 1958年（昭和33年）12月8日：新笹子隧道開通
- 1964年（昭和39年）：烏山バイパス開通
- 1968年（昭和43年）：韮崎バイパス開通
- 1971年（昭和46年）：甲府バイパス開通
- 1971年（昭和46年）4月24日：新笹子隧道が無料開放
- 1974年（昭和49年）：甲府バイパス4車線化供用
- 1977年（昭和52年）：勝沼バイパス開通
- 1985年（昭和60年）：双葉バイパス開通
- 1991年（平成3年）
  - 3月28日：塩尻バイパス開通
  - 12月21日：新宿御苑トンネル開通
- 2006年（平成18年）7月29日：大月バイパス一部区間開通
- 2007年（平成19年）3月24日：日野バイパス開通
- 2010年（平成22年）7月31日：八王子南バイパスの一部（浅川トンネル部分）開通
- 2011年（平成23年）6月26日：坂室バイパス開通
- 2022年（令和4年）4月23日：大月バイパス全線開通

### 旧道
2007年（平成19年）4月1日の日野バイパス全通までは、国立インター入口交差点を直進して日野橋交差点を左折し、日野橋、中央本線日野駅前を通過し高倉町西交差点に至る道路（甲州街道）が国道20号であったが、2007年（平成19年）4月1日に東京都に移管され、東京都道256号八王子国立線（通称は甲州街道のまま）となっている。これにより、立川市が当国道のルートから外れる事になった。なお、国立インター入口交差点から日本橋方面、および高倉町西交差点から塩尻市方面のキロ程は、日野バイパス経由ではなく旧国道経由のままとなっている。
途中には難所とされた笹子峠があり昔は峠道を通っていったが、1958年（昭和33年）に新笹子隧道が開通した。当時の新笹子隧道は有料で、1971年（昭和46年）に償還完了し無料開放された。
諏訪地域では、茅野市から諏訪市にかけてと下諏訪町から岡谷市にかけての直線道路があるが、これは明治天皇の全国巡幸の際に建設されたものである。

## 路線状況

### 東京都23区区間

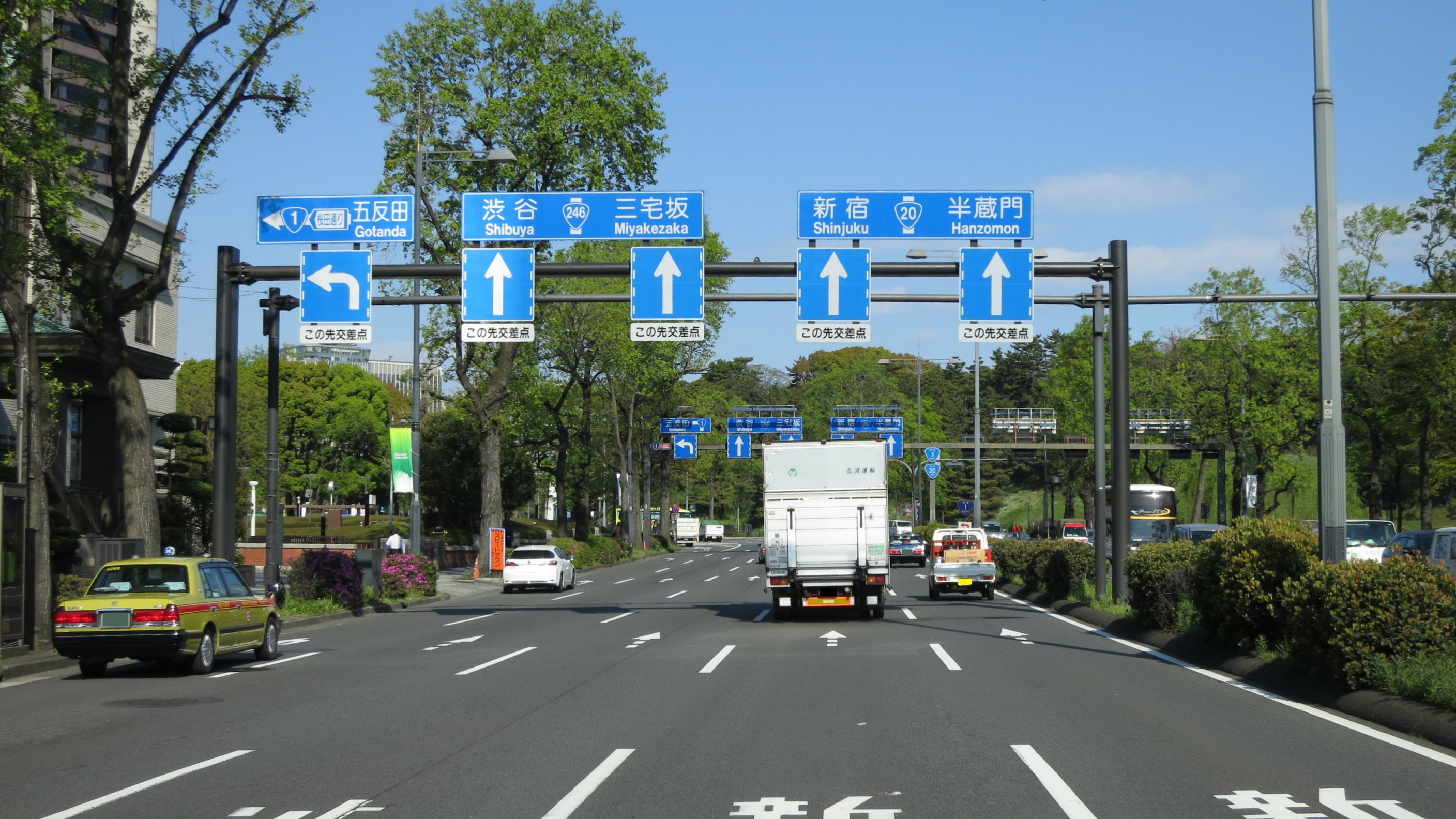
「内堀通り」国道1号との分岐
東京都千代田区霞が関1丁目
桜田門交差点

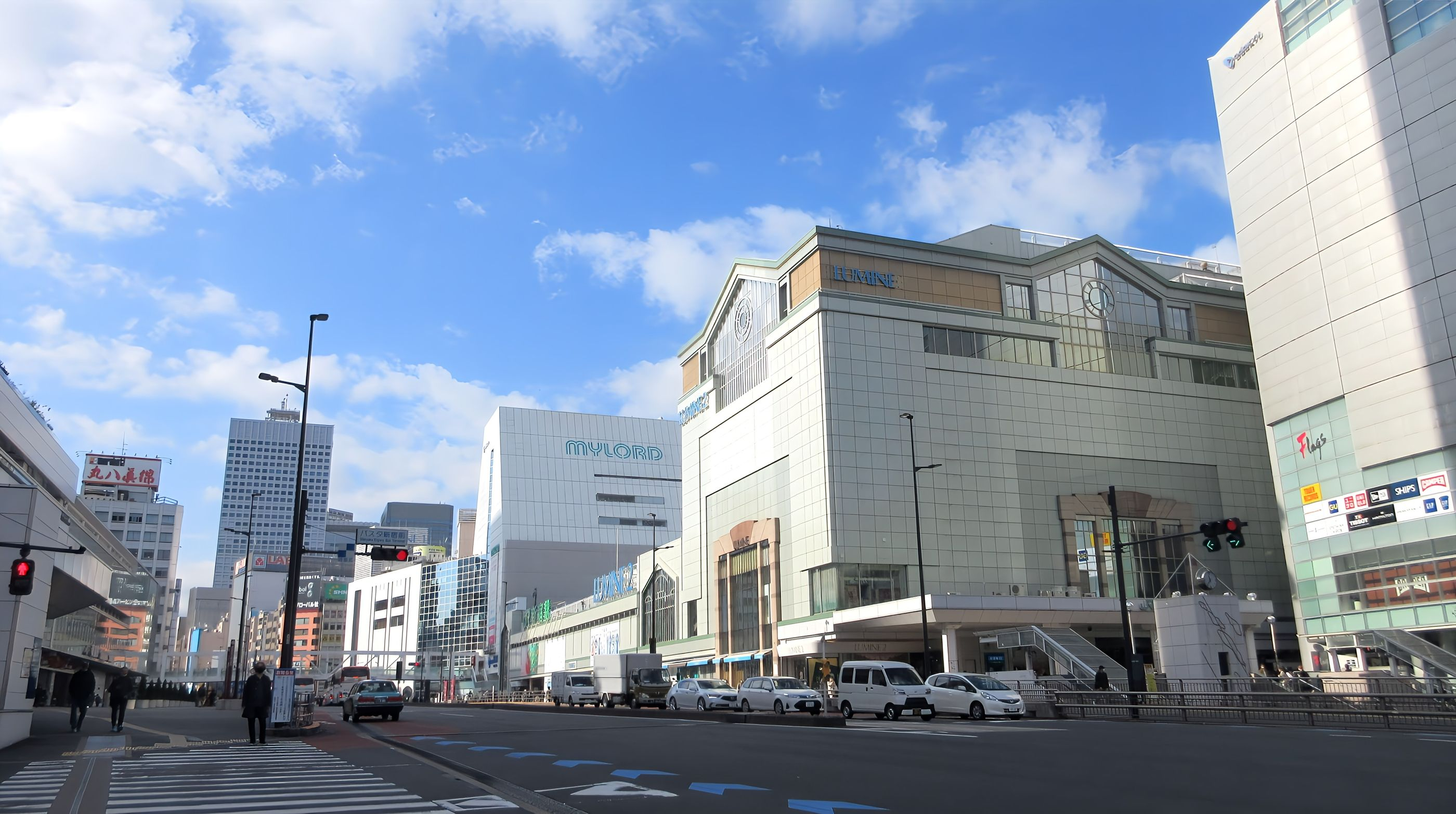
JR東日本 新宿駅南口前

半蔵門から新宿までは片側3 - 4車線の広幅員道路が続き、その途中に1991年（平成3年）に開通した新宿御苑トンネルがある。明治通り交点（新宿四丁目交差点）は、交通量が多い平面交差点で、日中は渋滞しやすい。東日本旅客鉄道（JR東日本）新宿駅南口の陸橋（新宿跨線橋）から西は、しばらく片側3車線以上の道路が続く。環七通り交点（大原交差点）から東八道路（厳密には放射5号線）との分岐点（上北沢駅入口交差点）までは、比較的流れはスムーズである。上北沢から西へは内側4車線が前述の東八道路となり、本道路は外側2車線ずつで進む。したがって、交通容量は半分ずつとなるものの、本道路が従来からの主要幹線ルートであり依然高い需要があることと、東八道路が終点付近で途切れているため完全な分担となっておらず、流れが悪い。環八通り交点（上高井戸一交差点） - 烏山 - 京王電鉄京王線仙川駅前までは休日午後は渋滞しやすい。

### 東京都多摩地域区間

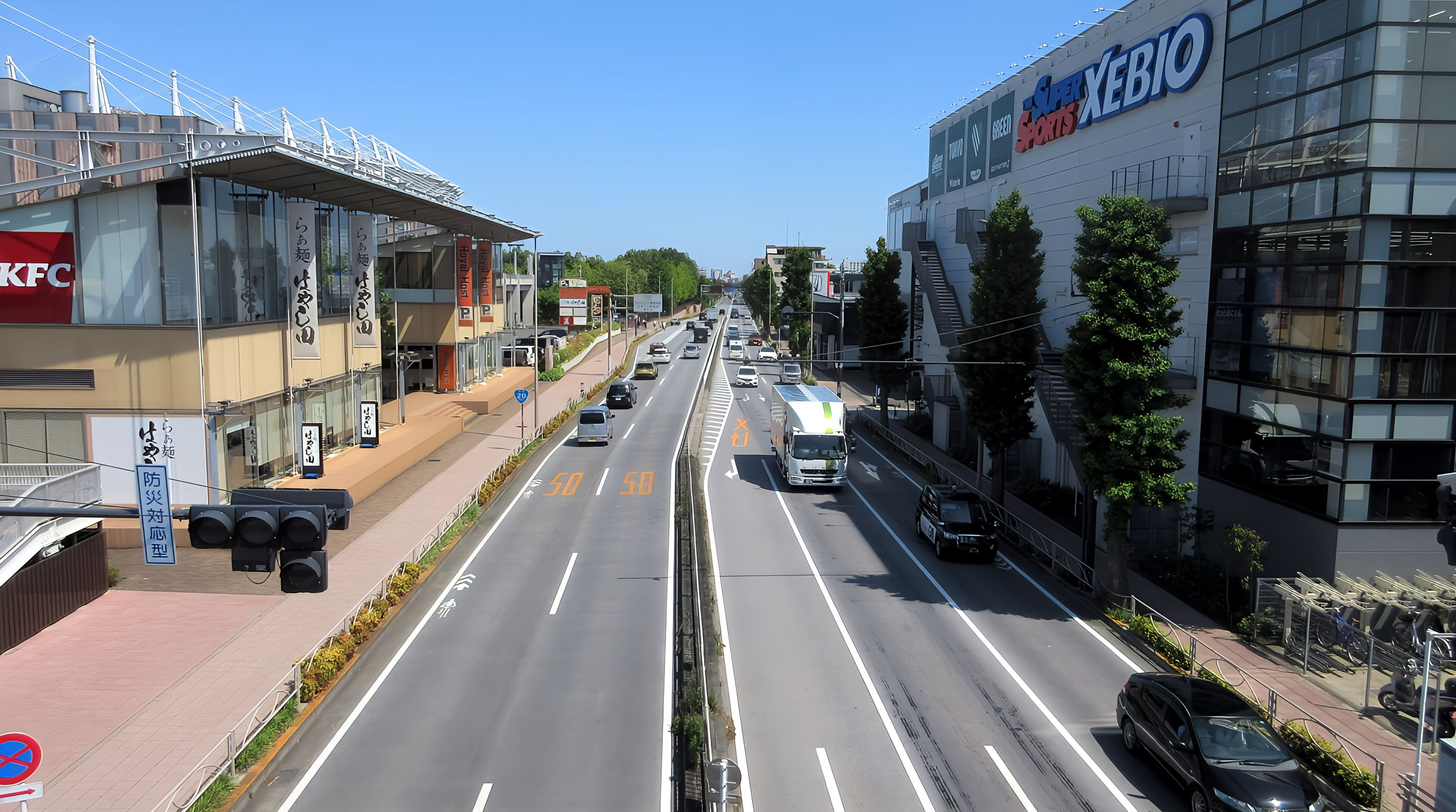
調布市の味の素スタジアム前

多摩地域は、街道脇にイチョウが多い。高尾駅前交差点までは一部を除き、幅員15 - 20mの片側2車線である。調布市 - 府中市は信号が多く、この区間のバイパスとして、東八道路が並行している。国立市にある国立インター入口交差点で経路が折れて日野バイパスに入り、高倉町西交差点で日野バイパスは続き、国道20号は甲州街道に戻る。
八王子市街地もまた、国道20号現道が昔から続く街道であるため、沿道は商店街となっていて日中は渋滞しやすい。高尾駅前から西は片側1車線道路となり、京王高尾線をアンダーパスし高尾山口駅を過ぎ込縄橋に至ると歩道がなくなる。込縄橋付近に高尾山インターチェンジがあり、そのアクセス道路である八王子南バイパスがここから東京都道47号八王子町田線医療センター入口交差点まで開通している。

### 神奈川県区間
当区間の全線が政令指定都市である相模原市緑区に位置し、片側1車線道路が続く。旧相模湖町と旧藤野町の境界には短いトンネルがある。中央自動車道相模湖インターチェンジの入口付近は、休日を中心に中央自動車道に入る車で渋滞する。また、歩道も所々しかない。

### 山梨県郡内地域（上野原市 - 甲州市勝沼）区間

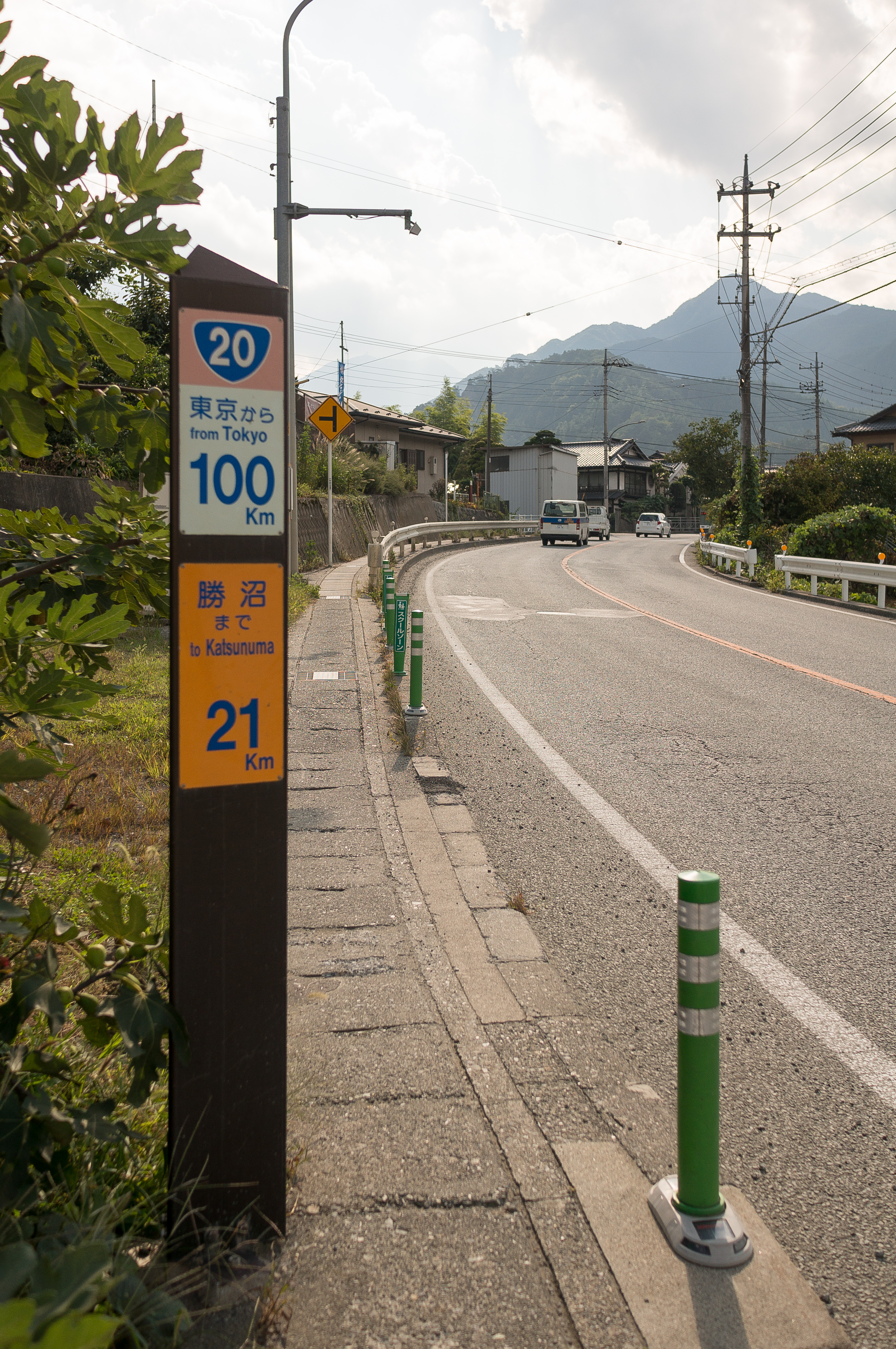
100kmポスト（大月市初狩）

山梨・神奈川県境から中央自動車道 勝沼IC付近まで片側1車線が続く。歩道は所々途切れたり、ないところもある。大月市では市街地および大月ICとの合流部で発生する渋滞の緩和のため大月バイパスが整備され、2022年（令和4年）4月23日に全線開通した。
国中地域と郡内地域の境界に位置する「新笹子隧道（笹子トンネル）」および国中地域の「観音トンネル」は、開通から60年以上経過し老朽化していること、古い設計による高さ制限やトンネルの狭さにより物流車両など大型車の通行に支障がある事や歩行者・自転車の通行が危険であることから新しい「笹子トンネル（笹子トンネル区間）」と「橋梁（観音トンネル区間）」による改修が計画されており、事業中となっている。

### 山梨県国中地域区間

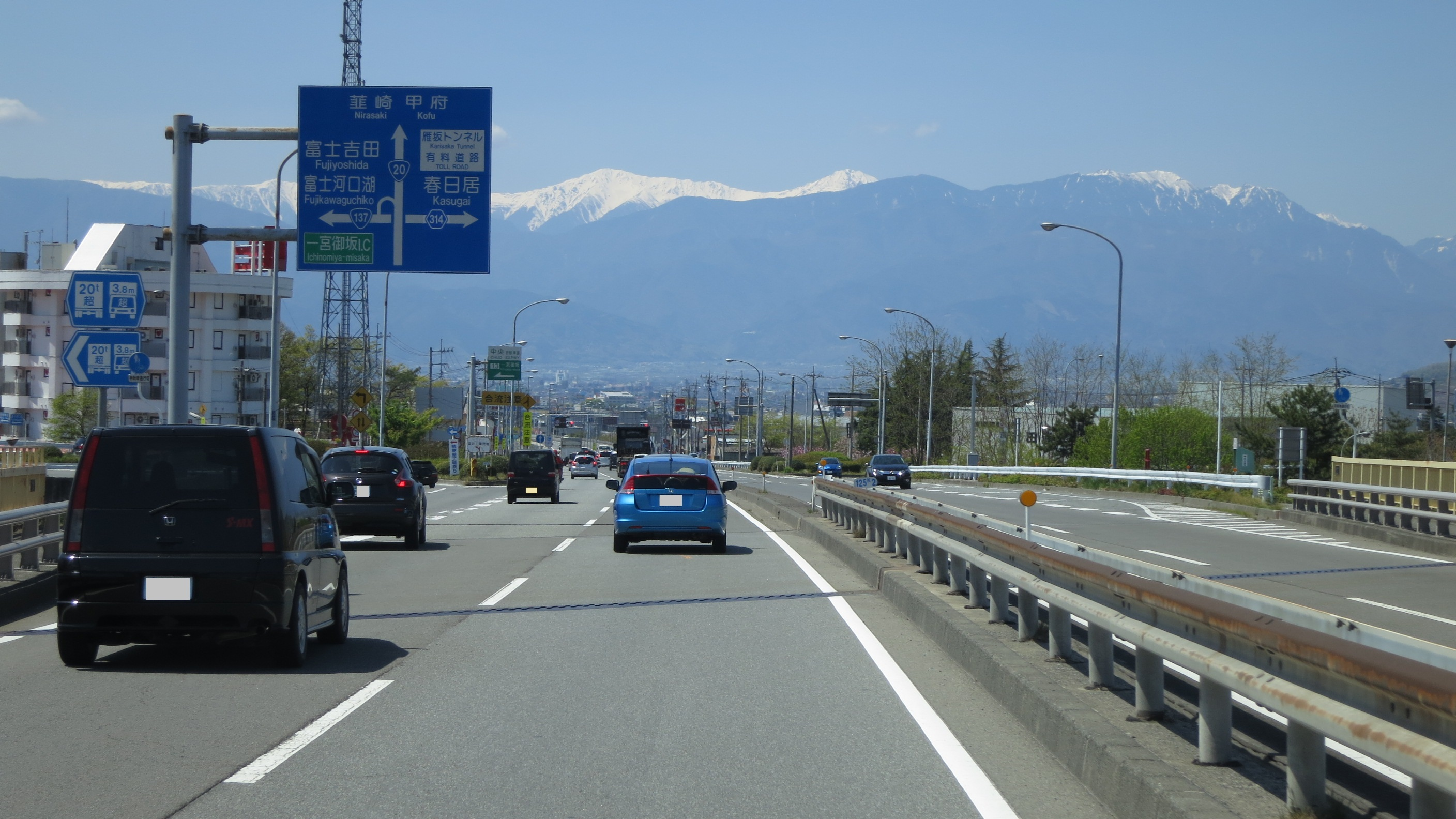
勝沼バイパス
（国道137号との分岐）
山梨県笛吹市一宮町坪井

新笹子隧道（笹子トンネル）を抜け、勝沼ICの手前からは甲府盆地に入り、勝沼バイパス、甲府バイパス、竜王バイパス、双葉バイパスと続く。勝沼バイパスから双葉バイパスまでの甲府盆地を駆け抜ける区間は2014年に竜王バイパスと双葉バイパスの拡幅工事が完了したことで全線にわたって片側2車線となっている。これらのバイパスは甲府市街の旧国道20号（現国道411号城東通り及び国道52号美術館通り）の渋滞を緩和することを目的に市街地を迂回するように作られたため、甲府市中心部からは南方に離れたところにあり、中央自動車道に沿うように走る。双葉バイパスが終了すると片側1車線となり、韮崎市の韮崎バイパスへと入る。国道141号の分岐点である一ツ谷（ひとつや）交差点で韮崎バイパスは終わり、そのまま北杜市へと向かい長野県へと続く。

### 長野県区間
長野県に入っても緩やかな線形の片側1車線区間が続く。下蔦木交差点を過ぎるとすぐに、道の駅信州蔦木宿が左手に見える。茅野市に入ると交通量が増え、坂室付近で道路が集中するため朝夕の通勤時間帯の渋滞が慢性化していた。現在は、坂室峠の下に、トンネルによってバイパスを通す坂室バイパスが完成し、渋滞が以前より緩和した。しかし、茅野交差点 - 中河原北交差点間は旧国道152号とバイパス、現道からの流入が多い上に信号の間隔が短く2車線であるため、渋滞が慢性化している。また、諏訪市の上諏訪駅付近ではJR中央本線との踏切が2つあり、渋滞が慢性化している。ほかにも諏訪市内は比較的渋滞が起こりやすい。
中山道と合流した後は、下諏訪町 - 岡谷市の市街地を直線的に塩尻峠へと向かう緩やかに上り坂となる。以前は国道142号から塩尻、伊那方面へ抜ける車両もここの区間で合流したため渋滞が発生しやすかったが、現在は新和田トンネル有料道路の延伸と下諏訪岡谷バイパスの開通により緩和されている。茅野市から諏訪市にかけては、軟弱地に新たに建設したため、地盤の沈降が激しく難工事であったという。現在でも上下に大きなうねりがあり、大雨の際にはしばしば冠水によって通行止めとなることがある。
諏訪 - 岡谷間はかなり以前からバイパスの計画はあるものの、現在開通しているのは、諏訪IC前を通過する諏訪バイパスと、国道142号新和田トンネル有料道路との交点から岡谷インターチェンジ付近までの下諏訪岡谷バイパスのみである。将来的には諏訪バイパスが延伸され、四賀地区で現在の国道20号および中央本線を越えて丘陵部を通過し、下諏訪岡谷バイパスに接続する予定になっているが、ルートさえ未定の区間も多い。

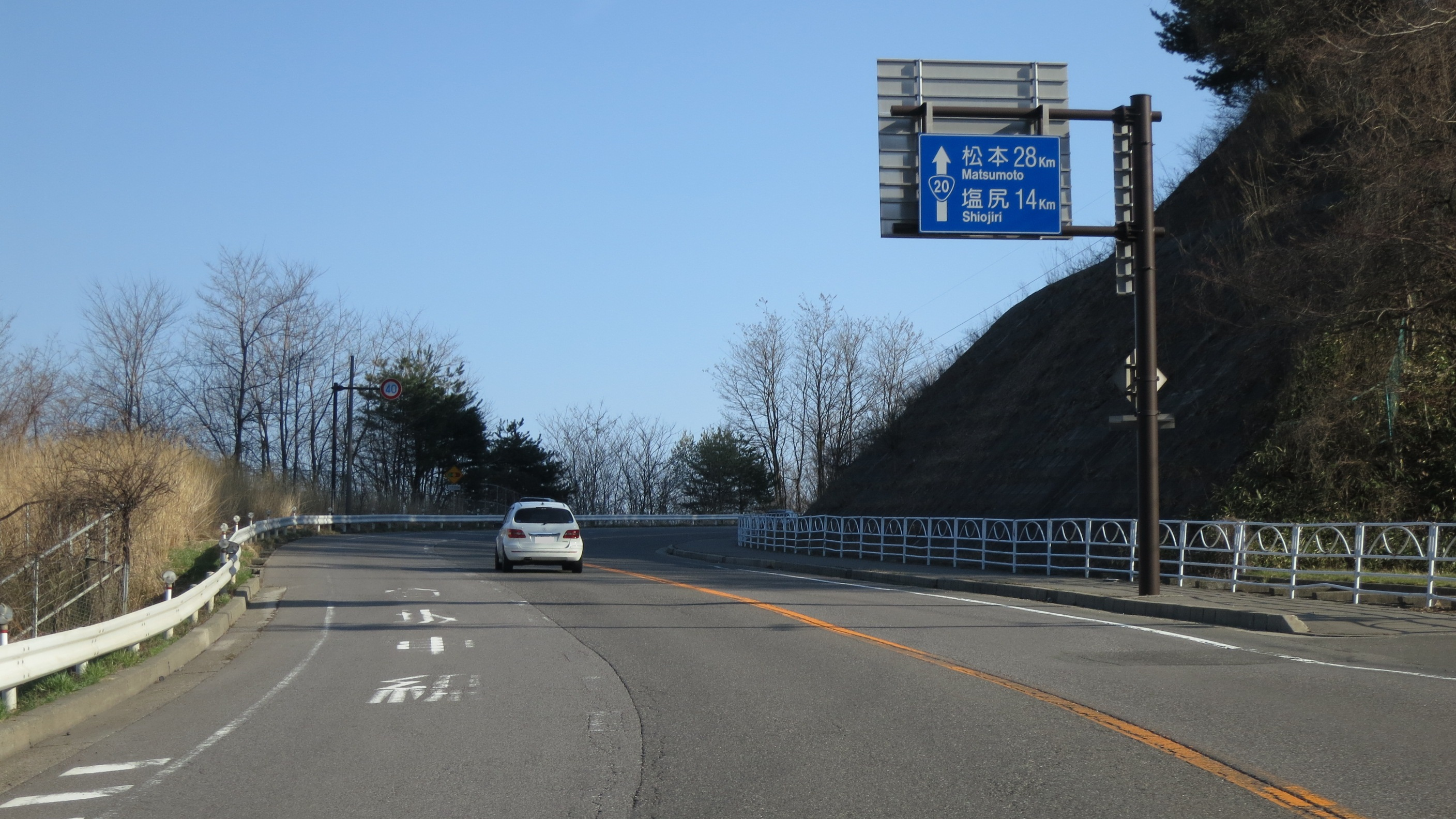
塩尻峠付近
長野県岡谷市今井

塩尻峠は近年の改良工事により、登坂車線が頂上まで整備され、スムーズな通行が確保されるようになった。また、岡谷塩嶺病院付近に残る急カーブをバイパスする道路（塩嶺大橋）の建設も進められ、2017年（平成29年）10月14日に開通した。塩尻インターチェンジ前を通過したのち片側2車線道路となり、高出交差点で国道19号・国道153号に合流して終点となる。

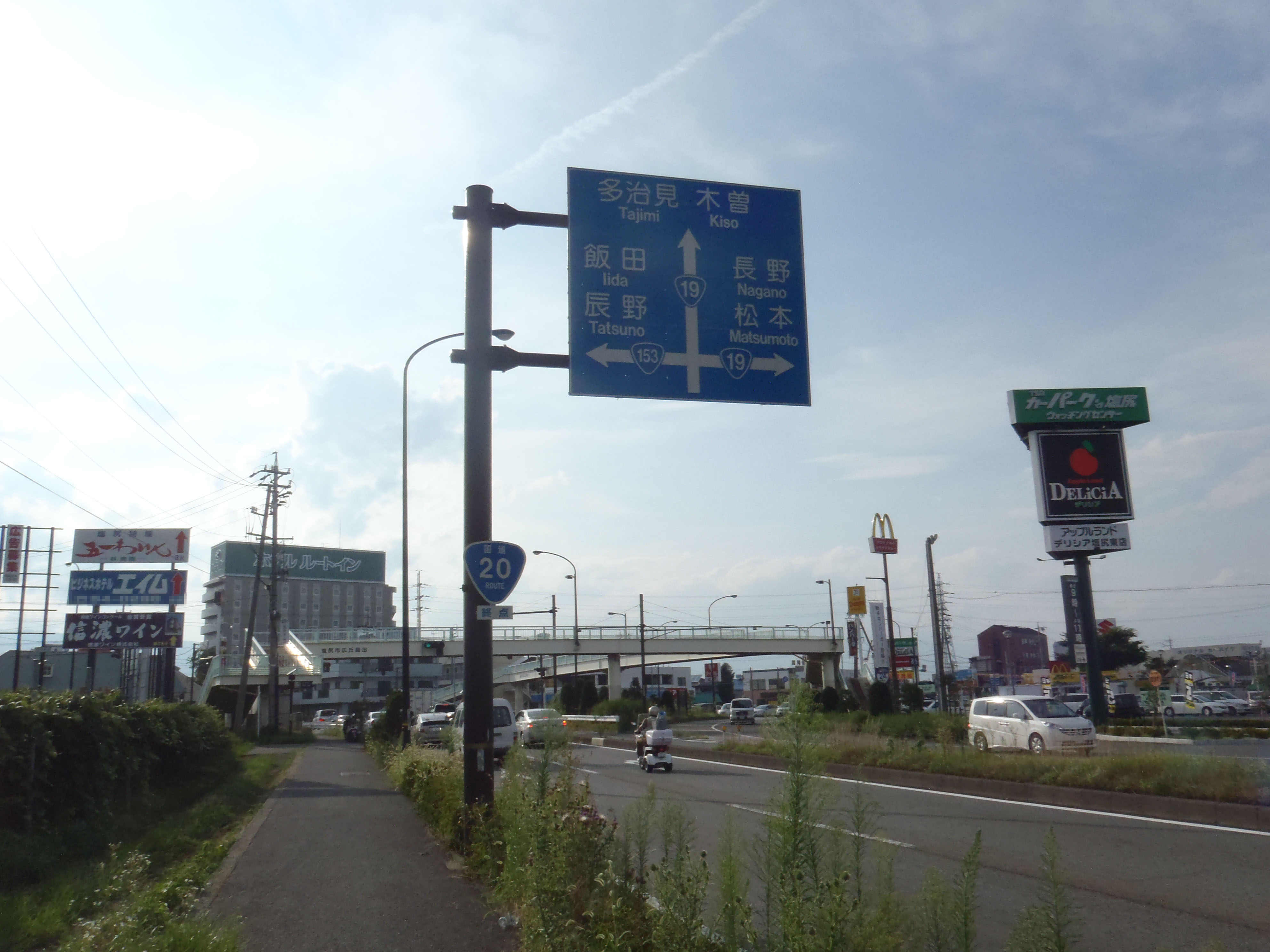
国道20号終点
長野県塩尻市高出交差点

### 別名

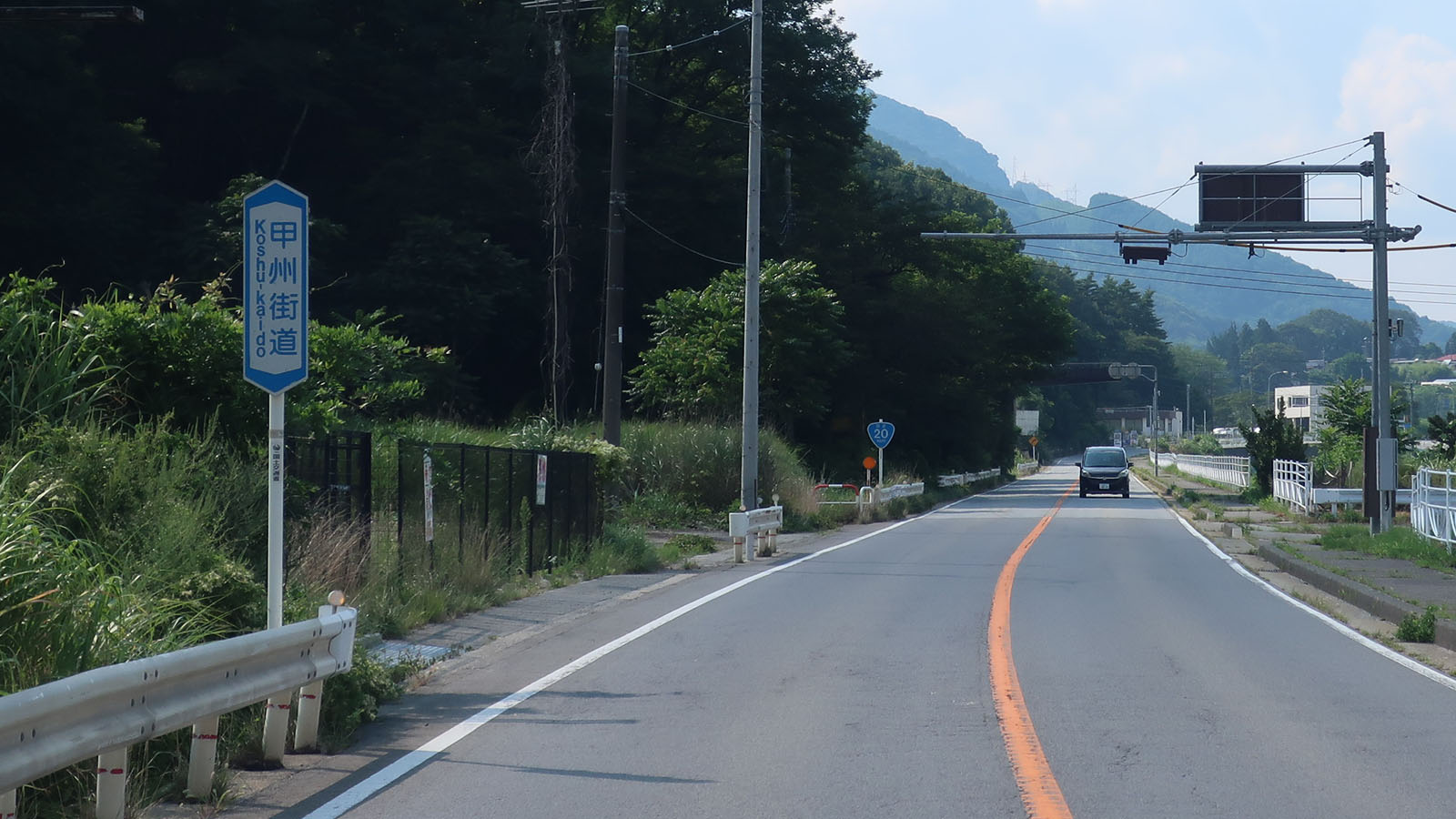
通称名「甲州街道」の標識。
江戸時代から続く五街道の街道名は、国道20号を象徴するものものとして、現在も東京都や山梨県内の大部分の区間の通称道路名として受け継がれている。
（山梨県北杜市白州町）

- 中央通り - 日本橋 - 日本橋駅上（東京都通称道路名設定公告整理番号6）[8]
- 永代通り - 日本橋駅上 - 大手町交差点（東京都通称道路名設定公告整理番号41）[8]
- 日比谷通り - 大手町交差点 - 日比谷駅上（東京都通称道路名設定公告整理番号29）[8]
- 晴海通り - 日比谷駅上 - 祝田橋交差点（東京都通称道路名設定公告整理番号30）[8]
- 内堀通り - 祝田橋交差点 - 半蔵門交差点（東京都通称道路名設定公告整理番号1）[8]
- 新宿通り - 半蔵門交差点 - 四谷4丁目交差点（東京都通称道路名設定公告整理番号14）[8]
  - 麹町大通り - 新宿通りのうち半蔵門交差点 - 四谷見附交差点間の俗称。沿道に麹町大通りビル等がある。
- 甲州街道 - 四谷4丁目交差点 - 国立インター入口交差点、高倉町西交差点 - 神奈川県境（東京都通称道路名設定公告整理番号15）[9][10]、山梨県内のバイパスを除く全区間（山梨県道路愛称名番号1）[11]。神奈川県内（全区間が相模原市緑区内）は通称なし[12][13]。
- 信州往還
- 山梨ロマン街道

### バイパス
- 烏山バイパス（東京都）
- 日野バイパス（東京都）
- 八王子南バイパス（東京都）
- 大月バイパス（山梨県）
- 勝沼バイパス（山梨県）
- 甲府バイパス（山梨県）
- 竜王バイパス（山梨県）
- 新山梨環状道路（北部区間）（一部計画中、山梨県）
- 双葉バイパス（山梨県）
- 韮崎バイパス（山梨県）
- （蔦木バイパス:計画）（長野県）
- （金沢バイパス:計画）（長野県）
- 坂室バイパス（長野県）
- 諏訪バイパス（長野県）
- 下諏訪岡谷バイパス（長野県）
- 塩尻バイパス（長野県）

### 重複区間

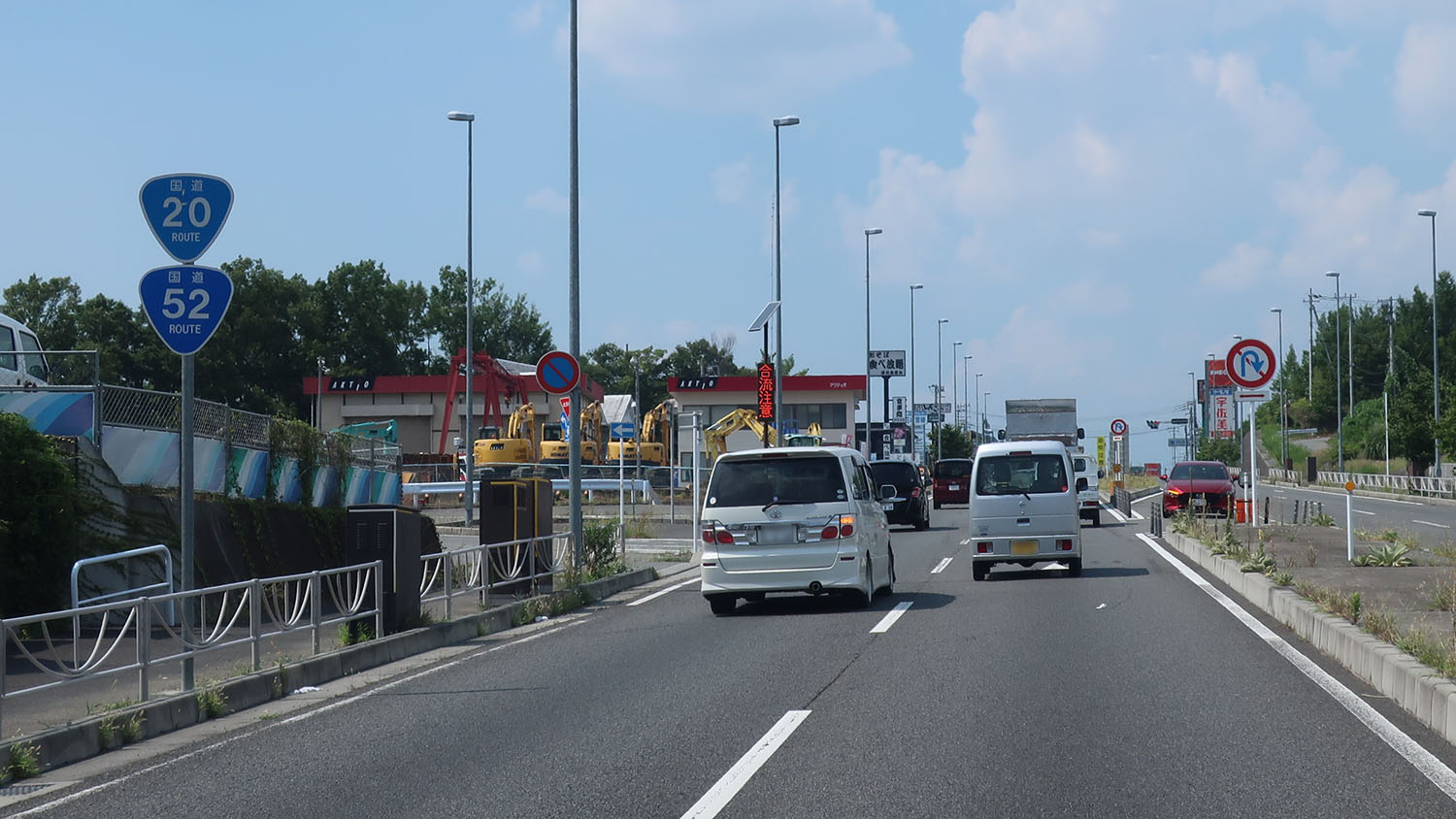
国道52号との重複
山梨県甲斐市竜王

- 国道15号（東京都中央区・日本橋（起点） - 東京都中央区・日本橋交差点）
- 国道1号（東京都中央区・日本橋（起点） - 東京都千代田区・桜田門交差点）
- 国道16号（東京都八王子市八日町・八日町交差点 - 八王子市八幡町・八幡町交差点）
- 国道412号（神奈川県相模原市緑区・相模湖駅前交差点 - 相模湖インター入口交差点）
- 国道139号（山梨県大月市駒橋・高月橋入口交差点 - 大月市大月・大月橋東詰交差点）
- 国道140号（山梨県甲府市向町・向町2交差点 - 甲府市上阿原町・上阿原交差点）
- 国道52号（山梨県甲斐市・竜王立体交差点 - 甲斐市・双田交差点）
- 国道141号（山梨県韮崎市・船山橋北詰交差点（起点） - 韮崎市・一ツ谷交差点）

### 道路施設

#### 橋梁
- 吉野橋（相模湖、相模原市緑区）
- 新猿橋（桂川、大月市）
- 桂川橋（大月市）※大月バイパス
- 石和橋（笛吹川、笛吹市）
- 穴山橋（釜無川、韮崎市）
- 新国界橋（釜無川、北杜市  - 富士見町）

#### トンネル
- 新宿御苑トンネル（新宿区）
- 浅川トンネル（八王子市）※八王子南バイパス
- 大月第一トンネル（大月市）※大月バイパス
- 大月第二トンネル（大月市）※大月バイパス
- 新笹子トンネル（大月市 - 甲州市）
- 坂室トンネル（茅野市）※坂室バイパス

#### 道の駅
- 山梨県
  - 甲斐大和（甲州市）
  - はくしゅう（北杜市）
- 長野県
  - 信州蔦木宿（諏訪郡富士見町）
  - 小坂田公園（塩尻市）

#### 交通ターミナル
- バスタ新宿（新宿南口交通ターミナル） - 新宿駅周辺の交通機能を集約することを目的として、国土交通省東京国道事務所が「新宿駅南口地区基盤整備事業」の一環として整備。高速バス乗り場とタクシープールを備える[14]。立体道路制度を利用し、アプローチ、ターミナル部分は国道20号の立体的区域に指定されている[15][16]。

## 地理

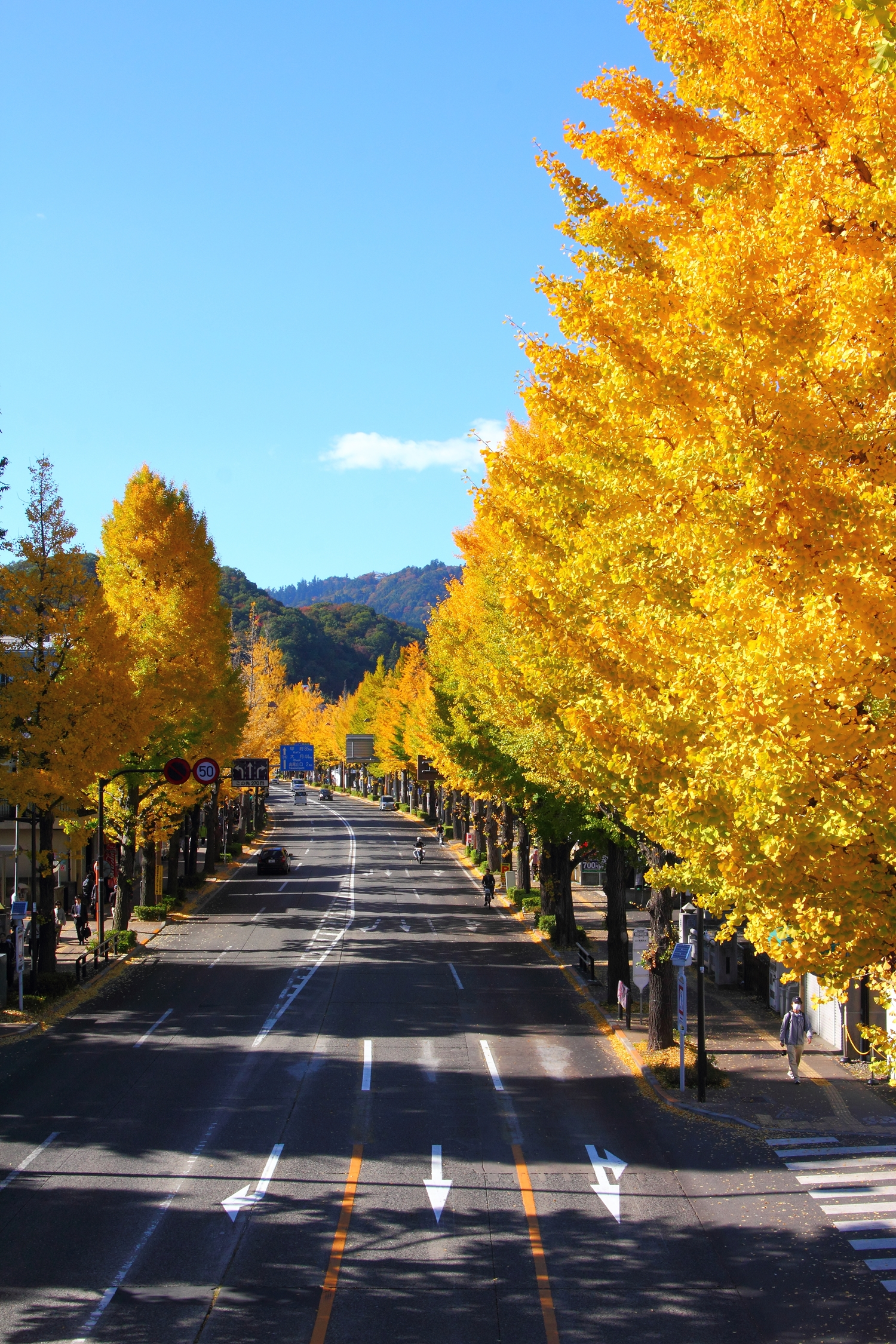
八王子市では700本を超えるイチョウ並木となっている。

東京都の中央自動車道調布ICを西へ進むと、調布飛行場、東京スタジアム（味の素スタジアム）や、1964年に開催された東京オリンピックのマラソン・競歩の折り返し地点などがある。国立府中インターチェンジの西にある石田大橋で多摩川を渡り日野市に入ると、多摩都市モノレール万願寺駅の南側を通過する。坂下交差点を過ぎると日野台地へと一気に上り、中央本線を日野跨線橋でオーバーパスして八王子市に入る。国道16号八王子バイパス（大和田町四丁目交差点）をアンダーパスすると、八王子市街地となる。

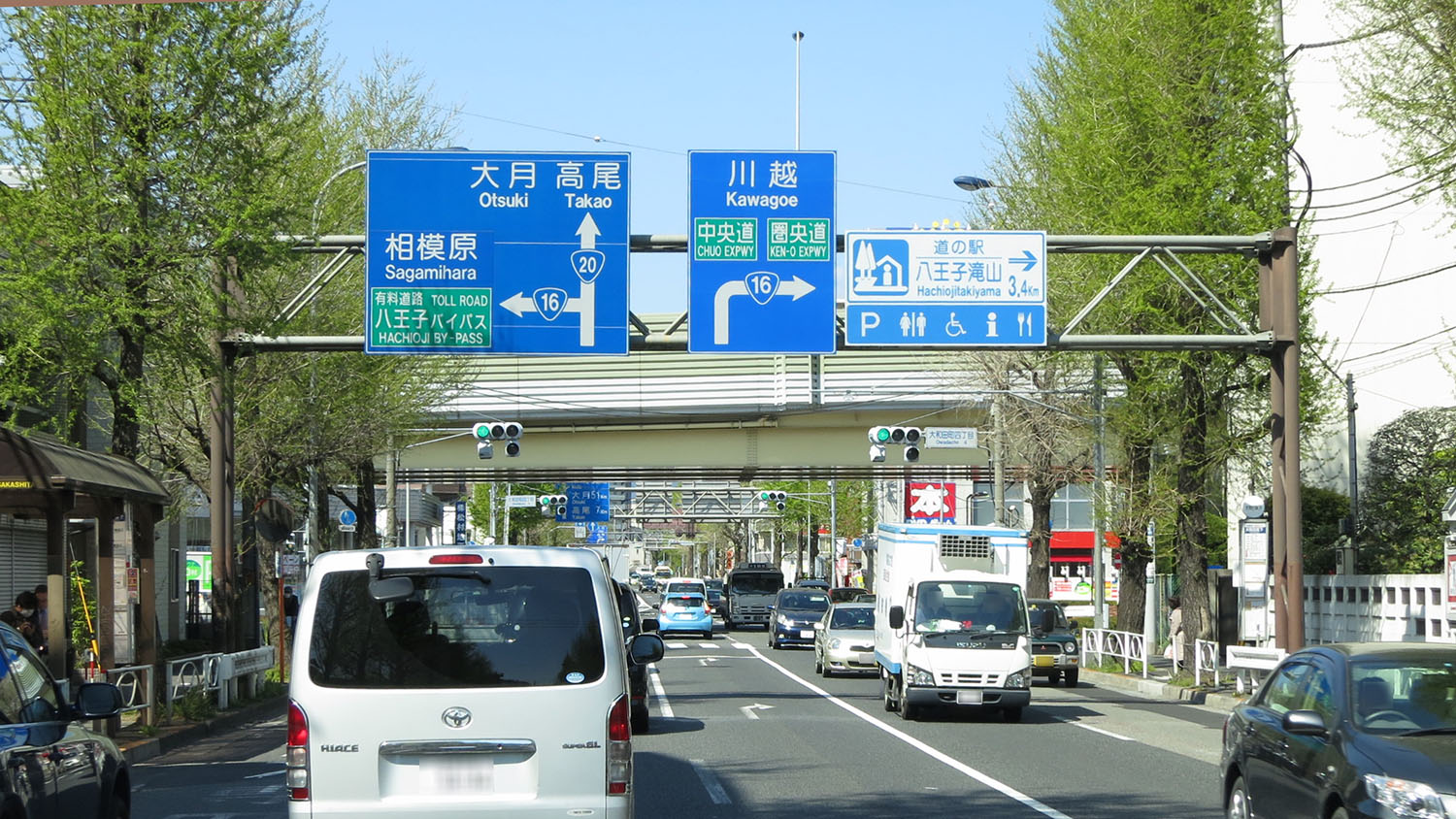
国道16号との分岐
東京都八王子市大和田町

高尾駅前を過ぎると、JR中央本線をアンダーパスするまでは商店街や住宅が続く。高尾山の南麓の沿道には民家や墓地などがあるが、大垂水峠の1 kmほど手前からカーブの多い山道となる。
神奈川県にある相模湖駅の市街地の西に神奈川・山梨県境があり、道路は相模川沿いに走る。
河岸段丘上にある山梨県上野原市の市街地付近で急な坂道がある。上野原市 - 大月市の市街地までは桂川、笹子峠までは笹子川沿いに山間の谷間を走り、笹子峠に近づくにつれ谷が深くなり、急カーブも多い。
笹子峠（新笹子トンネル）以西は、短い山間の谷間の道があり、甲府盆地の東端の一角に出る。赤坂台と呼ばれる台地を越える形になっておりアップダウンが激しい。
山梨県内の国道20号は、甲州街道時代の小規模集落を迂回する様に建設されていた。甲府盆地の前後、韮崎市付近までは ほぼJR中央本線・中央自動車道に沿うかたちで延びている。韮崎市内は釜無川左岸を走り、北杜市内の穴山橋 - 新国界橋間は釜無川右岸を走る。韮崎以西は田園風景と、七里岩のそびえ立つ断崖の絶景を見ることが出来る。沿道は集落を除いてガソリンスタンド・コンビニエンスストアなどの小規模の商業施設や生コンプラント・小工場などが点在する田畑や林ばかりが続く。旧・武川村、白州町の中心市街地など一部の地区を除いて、そのほとんどが一次改築の際に甲州街道時代の集落を迂回する形で整備がなされており、平面線形は比較的緩やかであるが、ところどころ急勾配がある。山梨・長野県境を流れる釜無川渡る場所には新国界橋が架けられており、付近は南方にそびえる南アルプスの山々が閉塞的な印象を与えるまでに迫っている。この橋を過ぎるとルートは釜無川左岸へ移動、河岸段丘端上を走り、信州蔦木宿を抜け南西側には釜無川と田んぼが続く光景となる。
長野県内は、現道が集落の中央を突き切るように走っており、宿場町の風情が色濃く残る沿道風景を見る事が出来る。諏訪郡富士見町落合では、立場川の河岸段丘を登るためのヘアピンカーブと鬱蒼とした森と急な登り勾配が続き、しばらく進むと富士見町市街地に至る。富士見峠交差点を過ぎると、鬱蒼とした木々が沿道を覆う、富士川水系と天竜川水系との分水嶺でもある富士見峠に差し掛かる。茅野市に至るまでは人家まばらな地区を走り、諏訪湖を北へ行くと下諏訪町で中山道と合流し、甲州街道は終わる。上諏訪駅の先からは諏訪湖沿いを走る。塩尻峠を越えて塩尻市に入ると、岡谷側と比較して緩やかな下り坂が続く。

### 通過する自治体
- 東京都
  - 中央区 - 千代田区 - 新宿区 - 渋谷区 - 杉並区 - 世田谷区 - 調布市 - 三鷹市 - 調布市 - 府中市 - 国立市 - 日野市 - 八王子市
- 神奈川県
  - 相模原市（緑区）
- 山梨県
  - 上野原市 - 大月市 - 甲州市 - 笛吹市 - 甲府市 - 中巨摩郡昭和町 - 甲府市 - 甲斐市 - 韮崎市 - 北杜市
- 長野県
  - 諏訪郡富士見町 - 茅野市 - 諏訪市 - 諏訪郡下諏訪町 - 岡谷市 - 塩尻市

### 交差する道路
- 東京都
  - 国道4号・国道6号・国道14号・国道17号（日本橋起点）
  - 国道15号（日本橋起点 -（重複）- 日本橋交差点）
  - 国道1号（日本橋起点 -（重複）- (千代田区)桜田門交差点）
  - 国道246号（三宅坂交差点）
  - 首都高速4号新宿線 初台出入口
  - 首都高速4号新宿線 幡ヶ谷出入口
  - 首都高速4号新宿線 永福出入口
  - 中央自動車道 調布IC
  - 中央自動車道 国立府中IC
  - 国道16号八王子バイパス（大和田町4丁目交差点）
  - 国道16号（八日町交差点 -（重複）- 八幡町交差点）
  - 首都圏中央連絡自動車道 高尾山IC（高尾山インター入口交差点）
- 神奈川県
  - 中央自動車道 相模湖東出口
  - 国道412号（相模湖駅前交差点 -（重複）- 相模湖インター前交差点）
  - 中央自動車道 相模湖IC
- 山梨県
  - 国道139号（高月橋入口交差点 -（重複）- 大月橋東詰交差点）
  - 中央自動車道 大月IC
  - 中央自動車道 勝沼IC
  - 国道137号（坪井立体）
  - 国道140号（向町2交差点 -（重複）- 上阿原交差点）
  - 国道358号（中小河原立体）
  - 中央自動車道 甲府昭和IC
  - 国道52号（竜王立体 -（重複）- 双田交差点）
  - 国道141号（一ツ谷交差点）
- 長野県
  - 国道152号（※国道152号重複 = 国道299号（湖東方面へ重複・起点））（新井交差点、諏訪バイパス）
  - 中央自動車道 諏訪IC（諏訪IC交差点、諏訪バイパス）
  - 国道142号（諏訪郡下諏訪町・大社通り交差点、岡谷市・湖北トンネル南交差点、下諏訪岡谷バイパス）
  - 長野自動車道 岡谷IC（岡谷市、下諏訪岡谷バイパス）
  - 長野自動車道 塩尻IC（塩尻市）
  - 国道19号・国道153号（塩尻市・高出交差点終点）

### 主な峠
- 東京都
  - 大垂水峠（標高398 m）：八王子市 - 神奈川県相模原市緑区
- 山梨県
  - 笹子峠（標高1,096 m）：大月市 - 甲州市 - 新笹子隧道で通過
- 長野県
  - 塩尻峠（標高1,012 m - 最高地点）：岡谷市 - 塩尻市